# Ardole San Marino
Ardole San Marino è una frazione del comune italiano di Gadesco-Pieve Delmona.

## Storia
Ardole San Marino è un piccolo centro agricolo di antica origine, da sempre appartenente al Contado di Cremona.
Con la suddivisione della Lombardia austriaca in province (1786) Ardole San Marino fu assegnata alla provincia di Cremona.
In età napoleonica Ardole San Marino appartenne al dipartimento dell'Alto Po, con capoluogo Cremona. Dal 1810 al 1815 il comune venne aggregato a Cremona.
Con la costituzione del Regno Lombardo-Veneto (1815) Ardole San Marino fu assegnata alla provincia di Cremona.
All'Unità d'Italia (1861) il comune contava 619 abitanti. Nel 1865 il comune di Ardole San Marino fu aggregato a quello di Gadesco, a sua volta aggregato a Gadesco-Pieve Delmona nel 1928.